# سام مک‌موری
سام مک‌موری (انگلیسی: Sam McMurray؛ زادهٔ ۱۵ آوریل ۱۹۵۲) یک هنرپیشه اهل ایالات متحده آمریکا است.
از فیلم‌ها یا برنامه‌های تلویزیونی که وی در آن نقش داشته‌است می‌توان به بزرگ کردن آریزونا، یه کمک کوچولو، اعداد شانس، عروسی جنی، جوخه مد، داستان ال.ای، ربودن سیناترا، جادوگر و آخر خوشگل‌ها اشاره کرد.